# Дом Алибековых
Дом Алибековых — жилой дом, расположенный в Баку на пересечении переулка Рзы Гулиева, 4 (бывший Караульный переулок) и улицы Сулеймана Тагизаде, 60 (бывшая Почтовая). Постановлением Кабинета министров Азербайджанской Республики № 132 от 2 августа 2001 года здание охраняется государством и внесена в список памятников архитектуры.

## История
Рза-бек Алибеков, по заказу которого было построено здание, получил медицинское образование в Казани. Затем окончил с золотой медалью юридический факультет в Петербурге. Медаль ему вручил лично император Николай II. Во время учёбы в Петербурге Алибеков познакомился с архитектором Николаем Прокофьевым . Позднее именно ему он заказал строительство дома.
Здание было построено в 1903 году по проекту академика Н.Прокофьева. «Постройка по улице Почтовой, 60 в Баку среди плотных жилых кварталов, с угловым решением и с внутренним двориком, по планировке отвечающая бакинским традициям начала XX века», — так отмечено в документе-перечне проектов Н.Прокофьева.
Рельефно здание вписывается в структуру исторических кварталов города как в объёмном моделировании, так и в архитектурной интерпретации, и служит интересным примером высокоэстетичного решения жилого дома. Дом Алибековых отличается объёмной пластикой благодаря чётким вертикальным граням эркера и угловых позиций фасадов. Главный фасад исполнен «классическим» приёмом. Чёткие вертикальные членения вносят определённый порядок в архитектурную композицию, а симметричный южный фасад выражен слегка подчёркнутыми ризалитами, решении постройки. Трёхэтажное здание развивается в спокойном ритме объёмных масс с участием крупных оконных проёмов в сочетании с масштабными пропорциями и пространственным положением. Наблюдается новое отношение построения фасада.
Основные объёмные элементы здания определяют портал парадного входа и балкон-шушебенд (остеклённая веранда) на втором этаже. Портал входа состоит из двухколонной композиции коринфского ордера с соответствующими элементами пластического характера. Непосредственно вход подчёркнут полуциркульной аркой, двухстворчатыми дверными полотнами. На фасаде портал убедительно входит и активно участвует в формообразовании объёмной системы каменной пластики. Сохранению эстетической значимости здания в немалой степени способствуют архитектурные детали, т. н. элементы второго порядка.
Особенно насыщено художественно выполненными интерьерами внутреннее пространство жилого дома вплоть до обширного вестибюля двухэтажной лестничной клетки за пределами парадных помещений, украшенного декоративными панно с пейзажами и жанровыми сценками, выполненными работавшими здесь архитекторами-дизайнерами и художниками-живописцами. С бельэтажа широкая угловая остеклённая галерея ведёт ко всем парадным помещениям.
Богатство форм и элементов, разнообразие приёмов и скульптурных мотивов раскрывает художественную сторону особняка. Здание занимает важное место в творчестве петербургского архитектора, а также является частью архитектурного наследия и памятником архитектуры.

## Фотогалерея

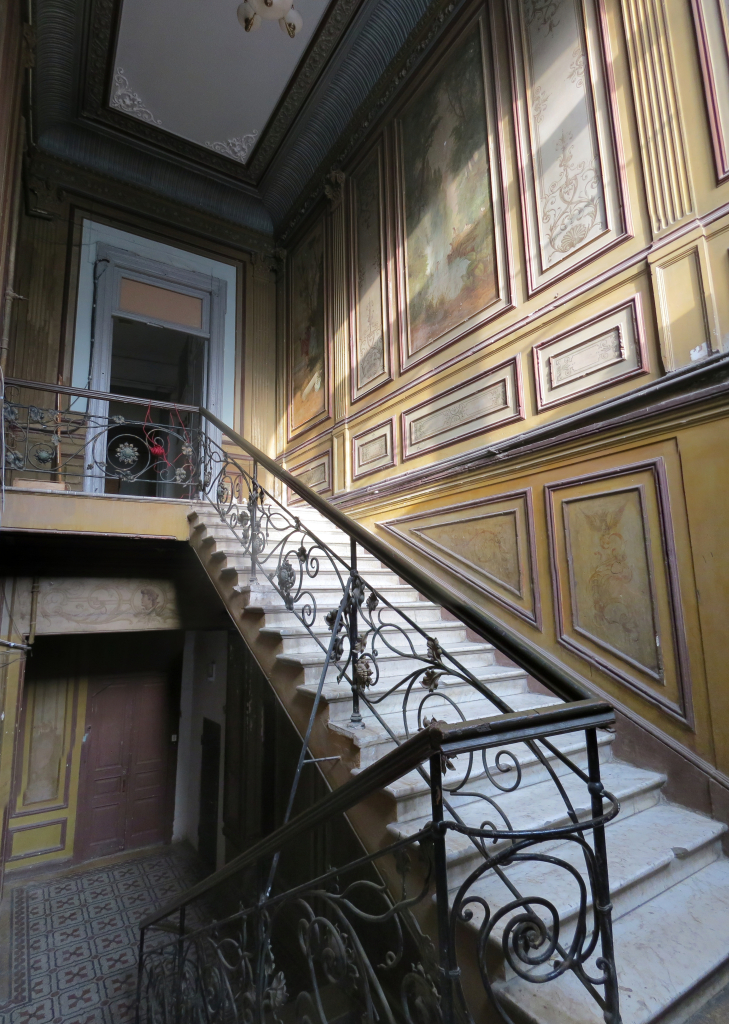
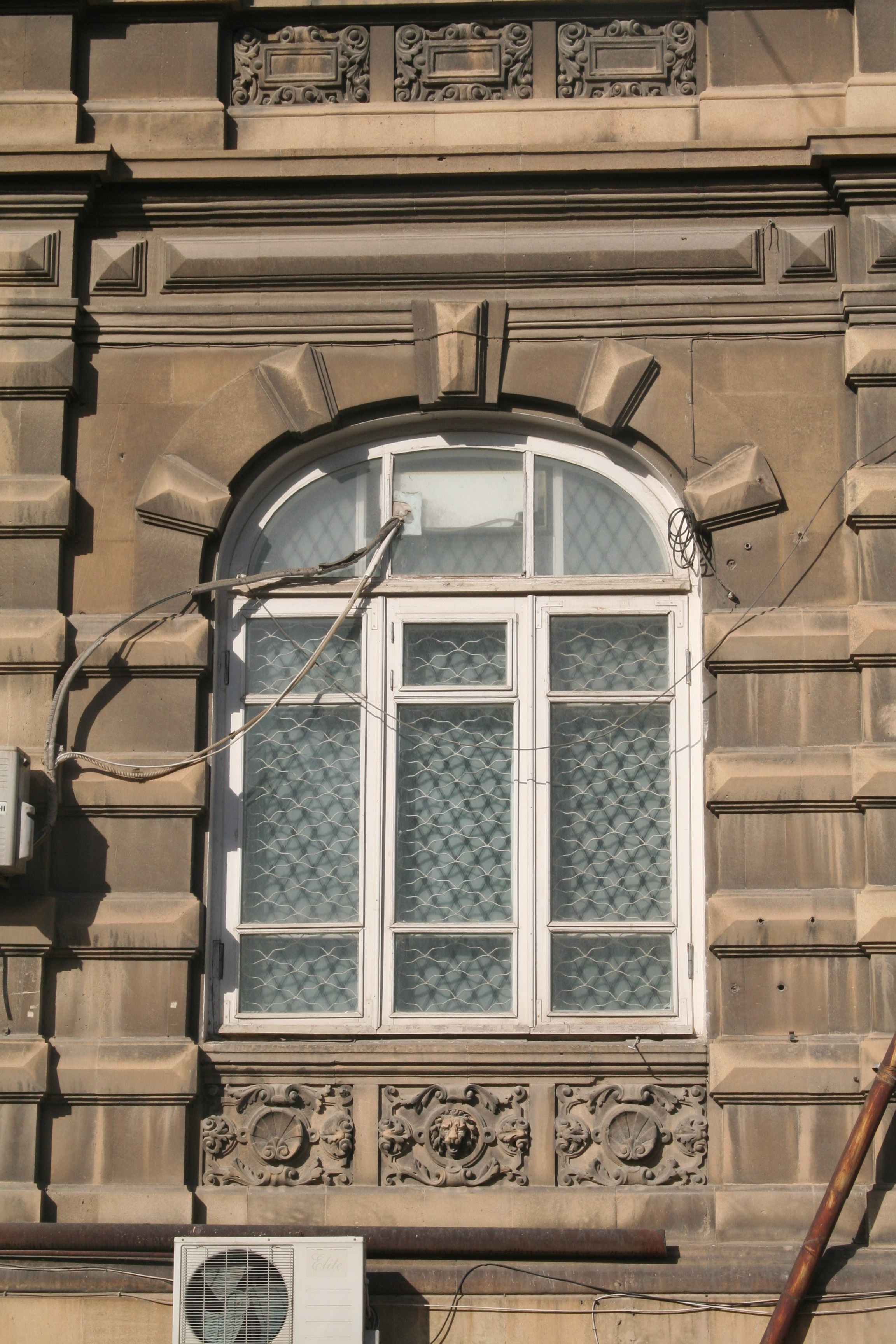
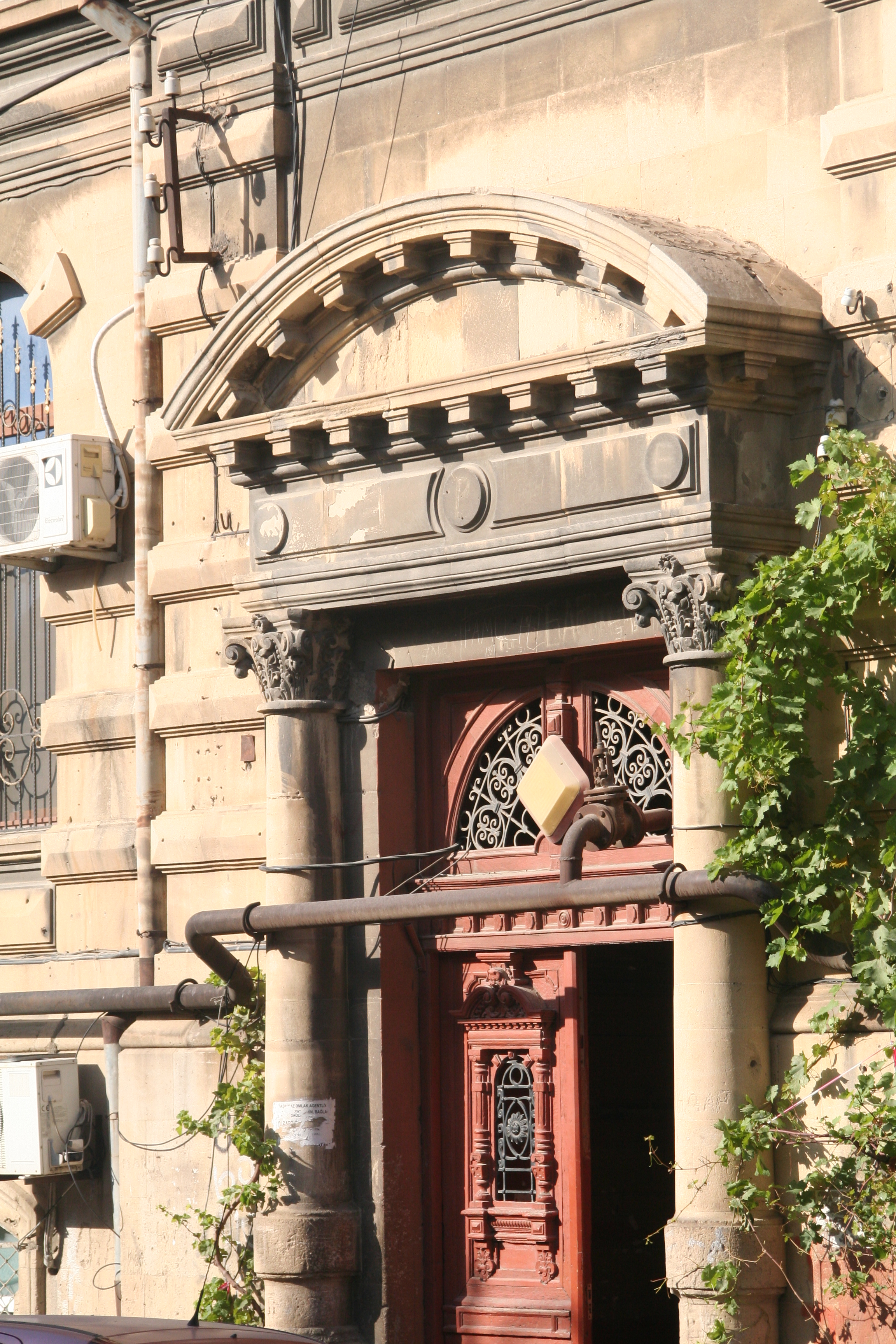
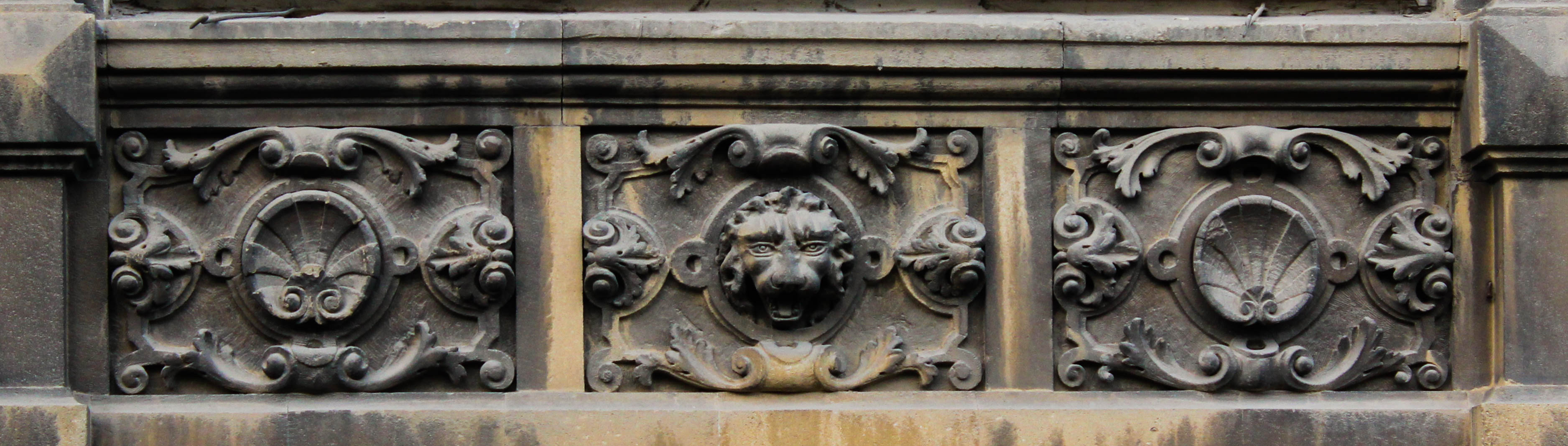
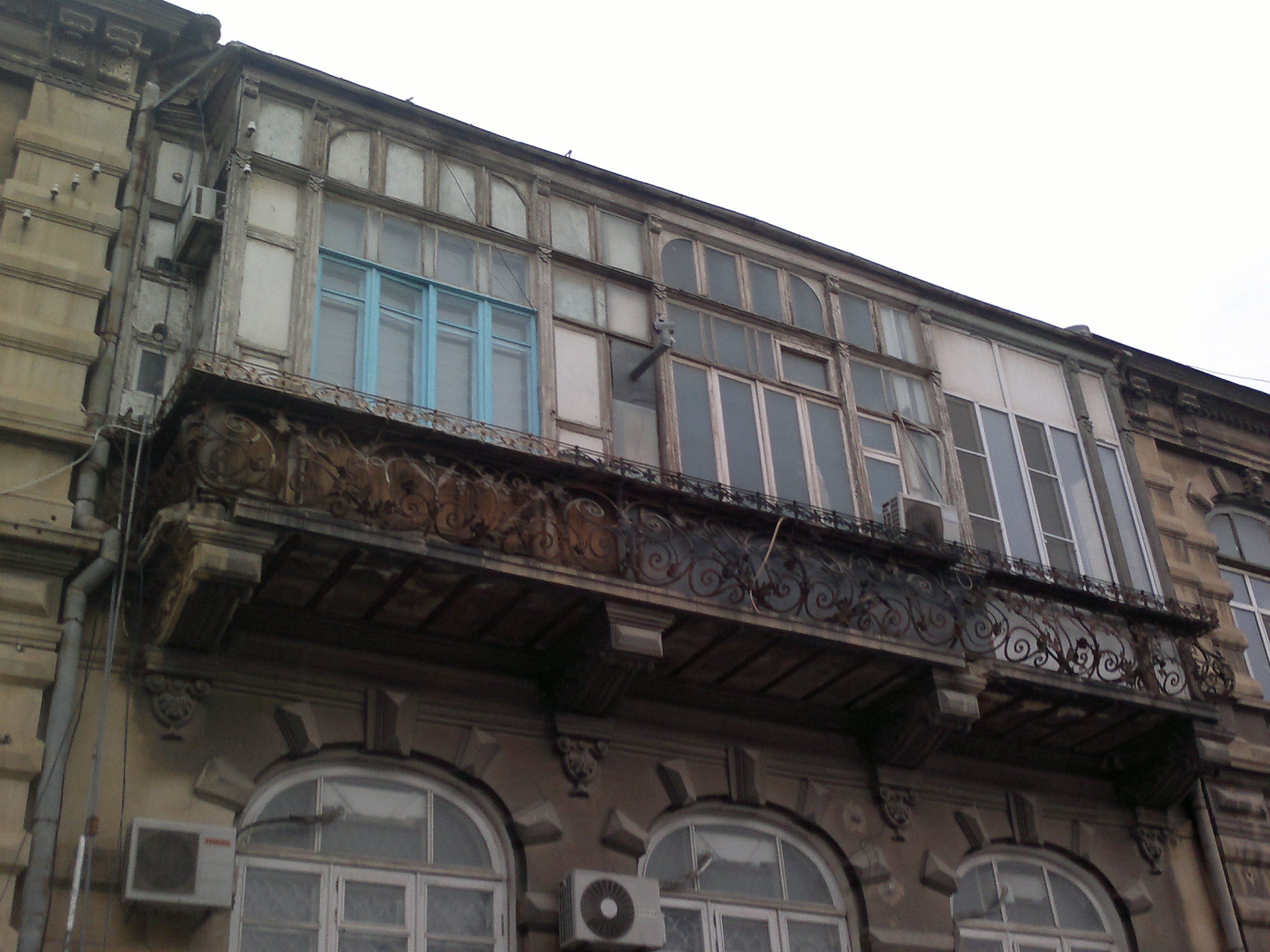
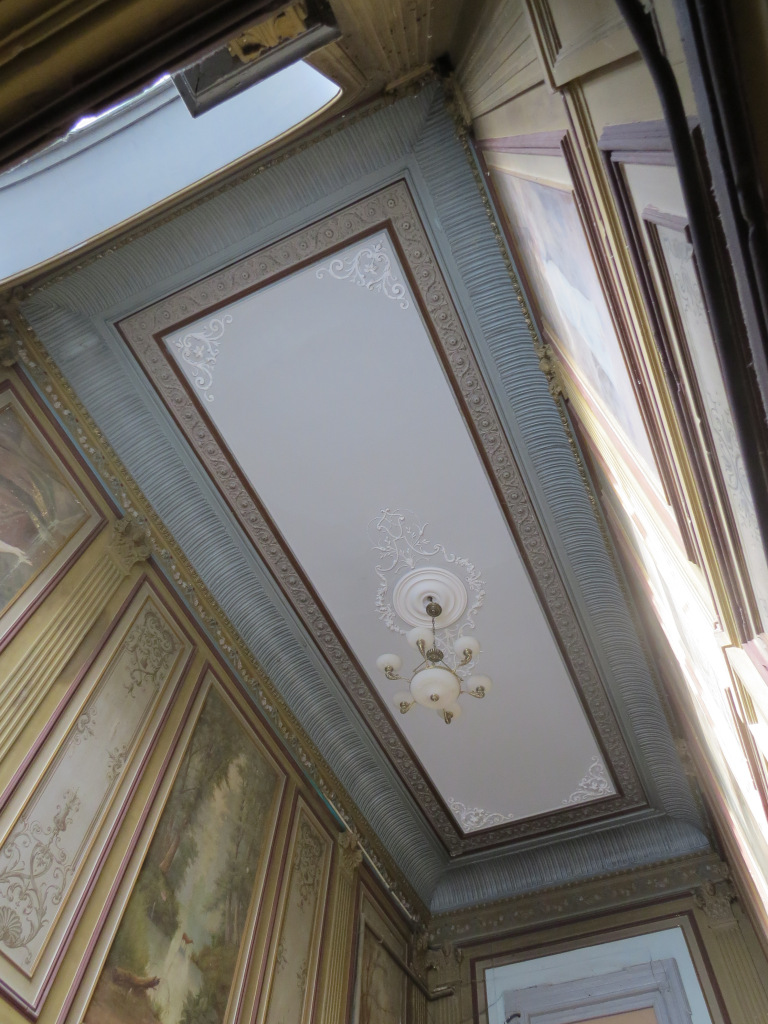
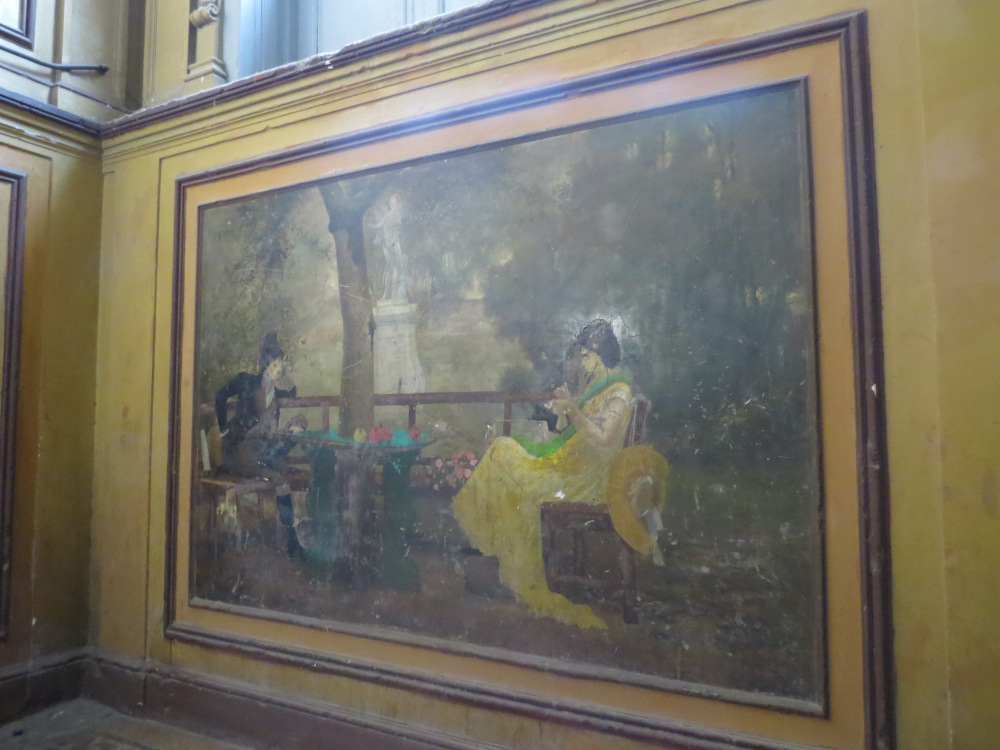